# Steganacarus schweizeri
Steganacarus schweizeri är en kvalsterart som beskrevs av Sandór Mahunka och Luise Mahunka-Papp 2003. Steganacarus schweizeri ingår i släktet Steganacarus och familjen Phthiracaridae. Inga underarter finns listade i Catalogue of Life.